# Llista de medallistes olímpics de patinatge de velocitat
Aquesta és una llista dels medallistes olímpics de patinatge de velocitat sobre gel:

## Medallistes

### Categoria masculina

#### 500 metres
| Edició                              | Or                          | Argent              | Bronze           |
| Chamonix 1924 detalls               | Charles Jewtraw             | Oskar Olsen         | Roald Larsen     |
| Chamonix 1924 detalls               | Charles Jewtraw             | Oskar Olsen         | Clas Thunberg    |
| St. Moritz 1928 detalls             | Bernt Evensen               | No entregada        | John Farrell     |
| St. Moritz 1928 detalls             | Clas Thunberg               | No entregada        | Jaakko Friman    |
| St. Moritz 1928 detalls             | Clas Thunberg               | No entregada        | Roald Larsen     |
| Lake Placid 1932 detalls            | Jack Shea                   | Bernt Evensen       | Alexander Hurd   |
| Garmisch-Partenkirchen 1936 detalls | Ivar Ballangrud             | Georg Krog          | Leo Freisinger   |
| St. Moritz 1948 detalls             | Finn Helgesen               | Ken Bartholomew     | no es concedí    |
| St. Moritz 1948 detalls             | Finn Helgesen               | Thomas Byberg       | no es concedí    |
| St. Moritz 1948 detalls             | Finn Helgesen               | Bob Fitzgerald      | no es concedí    |
| Oslo 1952 detalls                   | Ken Henry                   | Don McDermott       | Gordon Audley    |
| Oslo 1952 detalls                   | Ken Henry                   | Don McDermott       | Arne Johansen    |
| Cortina d'Ampezzo 1956 detalls      | Yevgeny Grishin             | Rafael Gratsch      | Alv Gjestvang    |
| Squaw Valley 1960 detalls           | Yevgeny Grishin             | Bill Disney         | Rafael Gratsch   |
| Innsbruck 1964 detalls              | Terry McDermott             | Alv Gjestvang       | no es concedí    |
| Innsbruck 1964 detalls              | Terry McDermott             | Yevgeny Grishin     | no es concedí    |
| Innsbruck 1964 detalls              | Terry McDermott             | Vladimir Orlov      | no es concedí    |
| Grenoble 1968 detalls               | Erhard Keller               | Terry McDermott     | no es concedí    |
| Grenoble 1968 detalls               | Erhard Keller               | Magne Thomassen     | no es concedí    |
| Sapporo 1972 detalls                | Erhard Keller               | Hasse Börjes        | Valery Muratov   |
| Innsbruck 1976 detalls              | Yevgeny Kulikov             | Valery Muratov      | Dan Immerfall    |
| Lake Placid 1980 detalls            | Eric Heiden                 | Yevgeny Kulikov     | Lieuwe de Boer   |
| Sarajevo 1984 detalls               | Sergey Fokichev             | Yoshihiro Kitazawa  | Gaétan Boucher   |
| Calgary 1988 detalls                | Uwe-Jens Mey                | Jan Ykema           | Akira Kuroiwa    |
| Albertville 1992 detalls            | Uwe-Jens Mey                | Toshiyuki Kuroiwa\| | Junichi Inoue    |
| Lillehammer 1994 detalls            | Aleksandr Golubev           | Sergey Klevchenya   | Manabu Horii     |
| Nagano 1998 detalls                 | Hiroyasu Shimizu            | Jeremy Wotherspoon  | Kevin Overland   |
| Salt Lake City 2002 detalls         | Casey FitzRandolph          | Hiroyasu Shimizu    | Kip Carpenter    |
| Torí 2006 detalls                   | Joey Cheek                  | Dmitry Dorofeyev    | Lee Kang-Seok    |
| Vancouver 2010 detalls              | Mo Tae-Bum                  | Keiichiro Nagashima | Joji Kato        |
| Sotxi 2014 detalls                  | Michel Mulder               | Jan Smeekens        | Ronald Mulder    |
| PyeongChang 2018 detalls            | Håvard Holmefjord Lorentzen | Cha Min-kyu         | Gao Tingyu       |
| Beijing 2022 detalls                | Gao Tingyu                  | Cha Min-kyu         | Wataru Morishige |

#### 1.000 metres
| Edició                      | Or               | Argent                      | Bronze                      |
| Innsbruck 1976 detalls      | Peter Mueller    | Jørn Didriksen              | Valery Muratov              |
| Lake Placid 1980 detalls    | Eric Heiden      | Gaétan Boucher              | Vladimir Lobanov            |
| Lake Placid 1980 detalls    | Eric Heiden      | Gaétan Boucher              | Frode Rønning               |
| Sarajevo 1984 detalls       | Gaétan Boucher   | Sergey Khlebnikov           | Kai Arne Engelstad          |
| Calgary 1988 detalls        | Nikolay Gulyayev | Uwe-Jens Mey                | Igor Zhelezovski            |
| Albertville 1992 detalls    | Olaf Zinke       | Kim Yoon-man                | Yukinori Miyabe             |
| Lillehammer 1994 detalls    | Dan Jansen       | Igor Zhelezovski            | Sergey Klevchenya           |
| Nagano 1998 detalls         | Ids Postma       | Jan Bos                     | Hiroyasu Shimizu            |
| Salt Lake City 2002 detalls | Gerard van Velde | Jan Bos                     | Joey Cheek                  |
| Torí 2006 detalls           | Shani Davis      | Joey Cheek                  | Erben Wennemars             |
| Vancouver 2010 detalls      | Shani Davis      | Mo Tae-Bum                  | Chad Hedrick                |
| Sotxi 2014 detalls          | Stefan Groothuis | Denny Morrison              | Michel Mulder               |
| PyeongChang 2018 detalls    | Kjeld Nuis       | Håvard Holmefjord Lorentzen | Kim Tae-yun                 |
| Beijing 2022 detalls        | Thomas Krol      | Laurent Dubreuil            | Håvard Holmefjord Lorentzen |

#### 1.500 metres
| Edició                              | Or                | Argent            | Bronze             |
| Chamonix 1924 detalls               | Clas Thunberg     | Roald Larsen      | Sigurd Moen        |
| St. Moritz 1928 detalls             | Clas Thunberg     | Bernt Evensen     | Ivar Ballangrud    |
| Lake Placid 1932 detalls            | Jack Shea         | Alex Hurd         | Willy Logan        |
| Garmisch-Partenkirchen 1936 detalls | Charles Mathiesen | Ivar Ballangrud   | Birger Wasenius    |
| St. Moritz 1948 detalls             | Sverre Farstad    | Åke Seyffarth     | Odd Lundberg       |
| Oslo 1952 detalls                   | Hjalmar Andersen  | Wim van der Voort | Roald Aas          |
| Cortina d'Ampezzo 1956 detalls      | Yevgeny Grishin   | no es concedí     | Toivo Salonen      |
| Cortina d'Ampezzo 1956 detalls      | Yuri Mikhaylov    | no es concedí     | Toivo Salonen      |
| Squaw Valley 1960 detalls           | Roald Aas         | no es concedí     | Boris Stenin       |
| Squaw Valley 1960 detalls           | Yevgeny Grishin   | no es concedí     | Boris Stenin       |
| Innsbruck 1964 detalls              | Ants Antson       | Kees Verkerk      | Villy Haugen       |
| Grenoble 1968 detalls               | Kees Verkerk      | Ivar Eriksen      | no es concedí      |
| Grenoble 1968 detalls               | Kees Verkerk      | Ard Schenk        | no es concedí      |
| Sapporo 1972 detalls                | Ard Schenk        | Roar Grønvold     | Göran Claeson      |
| Innsbruck 1976 detalls              | Jan Egil Storholt | Yuri Kondakov     | Hans van Helden    |
| Lake Placid 1980 detalls            | Eric Heiden       | Kay Stenshjemmet  | Terje Andersen     |
| Sarajevo 1984 detalls               | Gaétan Boucher    | Sergey Khlebnikov | Oleg Bozhev        |
| Calgary 1988 detalls                | André Hoffmann    | Eric Flaim        | Michael Hadschieff |
| Albertville 1992 detalls            | Johann Olav Koss  | Ådne Søndrål      | Leo Visser         |
| Lillehammer 1994 detalls            | Johann Olav Koss  | Rintje Ritsma     | Falko Zandstra     |
| 1998 Nagano detalls                 | Ådne Søndrål      | Ids Postma        | Rintje Ritsma      |
| Salt Lake City 2002 detalls         | Derek Parra       | Jochem Uytdehaage | Ådne Søndrål       |
| Torí 2006 detalls                   | Enrico Fabris     | Shani Davis       | Chad Hedrick       |
| Vancouver 2010 detalls              | Mark Tuitert      | Shani Davis       | Håvard Bøkko       |
| Sotxi 2014 detalls                  | Zbigniew Bródka   | Koen Verweij      | Denny Morrison     |
| PyeongChang 2018 detalls            | Kjeld Nuis        | Patrick Roest     | Kim Min-seok       |
| Beijing 2022 detalls                | Kjeld Nuis        | Thomas Krol       | Kim Min-seok       |

#### 5.000 metres
| Edició                              | Or                | Argent                | Bronze                |
| Chamonix 1924 detalls               | Clas Thunberg     | Julius Skutnabb       | Roald Larsen          |
| St. Moritz 1928 detalls             | Ivar Ballangrud   | Julius Skutnabb       | Bernt Evensen         |
| Lake Placid 1932 detalls            | Irving Jaffee     | Eddie Murphy          | Willy Logan           |
| Garmisch-Partenkirchen 1936 detalls | Ivar Ballangrud   | Birger Wasenius       | Antero Ojala          |
| St. Moritz 1948 detalls             | Reidar Liaklev    | Odd Lundberg          | Göthe Hedlund         |
| Oslo 1952 detalls                   | Hjalmar Andersen  | Kees Broekman         | Sverre Haugli         |
| Cortina d'Ampezzo 1956 detalls      | Boris Shilkov     | Sigge Ericsson        | Oleg Goncharenko      |
| Squaw Valley 1960 detalls           | Viktor Kosichkin  | Knut Johannesen       | Jan Pesman            |
| Innsbruck 1964 detalls              | Knut Johannesen   | Per Ivar Moe          | Fred Anton Maier      |
| Grenoble 1968 detalls               | Fred Anton Maier  | Kees Verkerk          | Peter Nottet          |
| Sapporo 1972 detalls                | Ard Schenk        | Roar Grønvold         | Sten Stensen          |
| Innsbruck 1976 detalls              | Sten Stensen      | Piet Kleine           | Hans van Helden       |
| Lake Placid 1980 detalls            | Eric Heiden       | Kay Arne Stenshjemmet | Tom Erik Oxholm       |
| Sarajevo 1984 detalls               | Tomas Gustafson   | Igor Malkov           | René Schöfisch        |
| Calgary 1988 detalls                | Tomas Gustafson   | Leo Visser            | Gerard Kemkers        |
| Albertville 1992 detalls            | Geir Karlstad     | Falko Zandstra        | Leo Visser            |
| Lillehammer 1994 detalls            | Johann Olav Koss  | Kjell Storelid        | Rintje Ritsma         |
| Nagano 1998 detalls                 | Gianni Romme      | Rintje Ritsma         | Bart Veldkamp         |
| Salt Lake City 2002 detalls         | Jochem Uytdehaage | Derek Parra           | Jens Boden            |
| Torí 2006 detalls                   | Chad Hedrick      | Sven Kramer           | Enrico Fabris         |
| Vancouver 2010 detalls              | Sven Kramer       | Lee Seung-Hoon        | Ivan Skobrev          |
| Sotxi 2014 detalls                  | Sven Kramer       | Jan Blokhuijsen       | Jorrit Bergsma        |
| PyeongChang 2018 detalls            | Sven Kramer       | Ted-Jan Bloemen       | Sverre Lunde Pedersen |
| Beijing 2022 detalls                | Nils van der Poel | Patrick Roest         | Hallgeir Engebråten   |

#### 10.000 metres
| Edició                              | Or                                              | Argent                                          | Bronze                                          |
| Chamonix 1924 detalls               | Julius Skutnabb                                 | Clas Thunberg                                   | Roald Larsen                                    |
| St. Moritz detalls                  | Cancel·lat per males condicions meteorològiques | Cancel·lat per males condicions meteorològiques | Cancel·lat per males condicions meteorològiques |
| Lake Placid 1932 detalls            | Irving Jaffee                                   | Ivar Ballangrud                                 | Franck Stack                                    |
| Garmisch-Partenkirchen 1936 detalls | Ivar Ballangrud                                 | Birger Wasenius                                 | Max Stiepl                                      |
| St. Moritz 1948 detalls             | Åke Seyffarth                                   | Lassi Parkkinen                                 | Pentti Lammio                                   |
| Oslo 1952 detalls                   | Hjalmar Andersen                                | Kees Broekman                                   | Carl-Erik Asplund                               |
| Cortina d'Ampezzo 1956 detalls      | Sigge Ericsson                                  | Knut Johannesen                                 | Oleg Goncharenko                                |
| Squaw Valley 1960 detalls           | Knut Johannesen                                 | Viktor Kosichkin                                | Kjell Bäckman                                   |
| Innsbruck 1964 detalls              | Jonny Nilsson                                   | Fred Anton Maier                                | Knut Johannesen                                 |
| Grenoble 1968 detalls               | Johnny Höglin                                   | Fred Anton Maier                                | Örjan Sandler                                   |
| Sapporo 1972 detalls                | Ard Schenk                                      | Kees Verkerk                                    | Sten Stensen                                    |
| Innsbruck 1976 detalls              | Piet Kleine                                     | Sten Stensen                                    | Hans van Helden                                 |
| Lake Placid 1980 detalls            | Eric Heiden                                     | Piet Kleine                                     | Tom Erik Oxholm                                 |
| Sarajevo 1984 detalls               | Igor Malkov                                     | Tomas Gustafson                                 | René Schöfisch                                  |
| Calgary 1988 detalls                | Tomas Gustafson                                 | Michael Hadschieff                              | Leo Visser                                      |
| Albertville 1992 detalls            | Bart Veldkamp                                   | Johann Olav Koss                                | Geir Karlstad                                   |
| Lillehammer 1994 detalls            | Johann Olav Koss                                | Kjell Storelid                                  | Bart Veldkamp                                   |
| Nagano 1998 detalls                 | Gianni Romme                                    | Bob de Jong                                     | Rintje Ritsma                                   |
| Salt Lake City 2002 detalls         | Jochem Uytdehaage                               | Gianni Romme                                    | Lasse Sætre                                     |
| Torí 2006 detalls                   | Bob de Jong                                     | Chad Hedrick                                    | Carl Verheijen                                  |
| Vancouver 2010 detalls              | Lee Seung-Hoon                                  | Ivan Skobrev                                    | Bob de Jong                                     |
| Sotxi 2014 detalls                  | Jorrit Bergsma                                  | Sven Kramer                                     | Bob de Jong                                     |
| PyeongChang 2018 detalls            | Ted-Jan Bloemen                                 | Jorrit Bergsma                                  | Nicola Tumolero                                 |
| Beijing 2022 detalls                | Nils van der Poel                               | Patrick Roest                                   | Davide Ghiotto                                  |

#### Persecució per equips
| Edició                   | Or                                                                                    | Argent                                                                               | Bronze                                                                                     |
| Torí 2006 detalls        | ItàliaMatteo Anesi · Stefano Donagrandi · Enrico Fabris · Ippolito Sanfratello        | CanadàArne Dankers · Steven Elm · Denny Morrison · Jason Parker · Justin Warsylewicz | Països BaixosSven Kramer · Rintje Ritsma · Mark Tuitert · Carl Verheijen · Erben Wennemars |
| Vancouver 2010 detalls   | CanadàMathieu Giroux · Lucas Makowsky · Denny Morrison                                | Estats UnitsBrian Hansen · Chad Hedrick · Jonathan Kuck · Trevor Marsicano           | Països BaixosJan Blokhuijsen · Sven Kramer · Simon Kuipers · Mark Tuitert                  |
| Sotxi 2014 detalls       | Països BaixosJan Blokhuijsen · Sven Kramer · Koen Verweij                             | Corea del SudJoo Hyong-jun · Kim Cheol-min · Lee Seung-hoon                          | PolòniaZbigniew Bródka · Konrad Niedźwiedzki · Jan Szymański                               |
| PyeongChang 2018 detalls | NoruegaHåvard Bøkko · Simen Spieler Nilsen · Sverre Lunde Pedersen · Sindre Henriksen | Corea del SudLee Seung-hoon · Chung Jae-won · Kim Min-seok                           | Països BaixosPatrick Roest · Jan Blokhuijsen · Sven Kramer · Koen Verweij                  |
| Beijing 2022 detalls     | NoruegaHallgeir Engebråten · Peder Kongshaug · Sverre Lunde Pedersen                  | Atletes Olímpics de RússiaDaniil Aldoshkin Sergey Trofimov Ruslan Zakharov           | Estats UnitsEthan Cepuran · Casey Dawson · Emery Lehman · Joey Mantia                      |

#### Sortida en massa
| Edició                   | Or             | Argent        | Bronze         |
| PyeongChang 2018 detalls | Lee Seung-hoon | Bart Swings   | Koen Verweij   |
| Beijing 2022 detalls     | Bart Swings    | Chung Jae-won | Lee Seung-hoon |

### Categoria femenina

#### 500 metres
| Edició                      | Or                   | Argent                    | Bronze             |
| Squaw Valley 1960 detalls   | Helga Haase          | Nataliya Donchenko        | Jeanne Ashworth    |
| Innsbruck 1964 detalls      | Lidiya Skoblikova    | Irina Egorova             | Tatiana Sídorova   |
| Grenoble 1968 detalls       | Liudmila Titova      | Jenny Fish                | no es concedí      |
| Grenoble 1968 detalls       | Liudmila Titova      | Dianne Holum              | no es concedí      |
| Grenoble 1968 detalls       | Liudmila Titova      | Mary Meyers               | no es concedí      |
| Sapporo 1972 detalls        | Anne Henning         | Vera Krasnova             | Liudmila Titova    |
| Innsbruck 1976 detalls      | Sheila Young         | Cathy Priestner           | Tatiana Avérina    |
| Lake Placid 1980 detalls    | Karin Enke           | Leah Poulos-Mueller       | Natalya Petrusyova |
| Sarajevo 1984 detalls       | Christa Rothenburger | Karin Enke                | Natalya Shive      |
| Calgary 1988 detalls        | Bonnie Blair         | Christa Rothenburger      | Karin Enke         |
| Albertville 1992 detalls    | Bonnie Blair         | Ye Qiaobo                 | Christa Luding     |
| Lillehammer 1994 detalls    | Bonnie Blair         | Susan Auch                | Franziska Schenk   |
| Nagano 1998 detalls         | Catriona Le May Doan | Susan Auch                | Tomomi Okazaki     |
| Salt Lake City 2002 detalls | Catriona Le May Doan | Monique Garbrecht-Enfeldt | Sabine Völker      |
| Torí 2006 detalls           | Svetlana Zhurova     | Wang Manli                | Ren Hui            |
| Vancouver 2010 detalls      | Lee Sang-Hwa         | Jenny Wolf                | Wang Beixing       |
| Sotxi 2014 detalls          | Lee Sang-Hwa         | Olga Fatkulina            | Margot Boer        |
| PyeongChang 2018 detalls    | Nao Kodaira          | Lee Sang-hwa              | Karolína Erbanová  |
| Beijing 2022 detalls        | Erin Jackson         | Miho Takagi               | Angelina Golikova  |

#### 1.000 metres
| Edició                      | Or                   | Argent               | Bronze               |
| Squaw Valley 1960 detalls   | Klara Guseva         | Helga Haase          | Tamara Rylova        |
| Innsbruck 1964 detalls      | Lidiya Skoblikova    | Irina Egorova        | Kaija Mustonen       |
| Grenoble 1968 detalls       | Carry Geijssen       | Liudmila Titova      | Dianne Holum         |
| Sapporo 1972 detalls        | Monika Pflug         | Atje Keulen-Deelstra | Anne Henning         |
| Innsbruck 1976 detalls      | Tatiana Avérina      | Leah Poulos          | Sheila Young         |
| Lake Placid 1980 detalls    | Natalya Petrusyova   | Leah Poulos-Mueller  | Sylvia Albrecht      |
| Sarajevo 1984 detalls       | Karin Enke           | Andrea Schöne        | Natalya Petrusyova   |
| Calgary 1988 detalls        | Christa Rothenburger | Karin Enke           | Bonnie Blair         |
| Albertville 1992 detalls    | Bonnie Blair         | Ye Qiaobo            | Monique Garbrecht    |
| Lillehammer 1994 detalls    | Bonnie Blair         | Anke Baier           | Ye Qiaobo            |
| Nagano 1998 detalls         | Marianne Timmer      | Christine Witty      | Catriona Le May Doan |
| Salt Lake City 2002 detalls | Christine Witty      | Sabine Völker        | Jennifer Rodriguez   |
| Torí 2006 detalls           | Marianne Timmer      | Cindy Klassen        | Anni Friesinger      |
| Vancouver 2010 detalls      | Christine Nesbitt    | Annette Gerritsen    | Laurine van Riessen  |
| Sotxi 2014 detalls          | Zhang Hong           | Ireen Wüst           | Margot Boer          |
| PyeongChang 2018 detalls    | Jorien ter Mors      | Nao Kodaira          | Miho Takagi          |
| Beijing 2022 detalls        | Miho Takagi          | Jutta Leerdam        | Brittany Bowe        |

#### 1.500 metres
| Edició                      | Or                 | Argent                   | Bronze               |
| Squaw Valley 1960 detalls   | Lidiya Skoblikova  | Elwira Seroczyńska       | Helena Pilejczyk     |
| Innsbruck 1964 detalls      | Lidiya Skoblikova  | Kaija Mustonen           | Berta Kolokoltseva   |
| Grenoble 1968 detalls       | Kaija Mustonen     | Carry Geijssen           | Stien Kaiser         |
| Sapporo 1972 detalls        | Dianne Holum       | Stien Baas-Kaiser        | Atje Keulen-Deelstra |
| Innsbruck 1976 detalls      | Galina Stepanskaya | Sheila Young             | Tatiana Avérina      |
| Lake Placid 1980 detalls    | Annie Borckink     | Ria Visser               | Sabine Becker        |
| Sarajevo 1984 detalls       | Karin Enke         | Andrea Schöne            | Natalya Petrusyova   |
| Calgary 1988 detalls        | Yvonne van Gennip  | Karin Enke               | Andrea Ehrig         |
| Albertville 1992 detalls    | Jacqueline Börner  | Gunda Niemann            | Seiko Hashimoto      |
| Lillehammer 1994 detalls    | Emese Hunyady      | Svetlana Fedotkina       | Gunda Niemann        |
| Nagano 1998 detalls         | Marianne Timmer    | Gunda Niemann-Stirnemann | Christine Witty      |
| Salt Lake City 2002 detalls | Anni Friesinger    | Sabine Völker            | Jennifer Rodriguez   |
| Torí 2006 detalls           | Cindy Klassen      | Kristina Groves          | Ireen Wüst           |
| Vancouver 2010 detalls      | Ireen Wüst         | Kristina Groves          | Martina Sáblíková    |
| Sotxi 2014 detalls          | Jorien ter Mors    | Ireen Wüst               | Lotte van Beek       |
| PyeongChang 2018 detalls    | Ireen Wüst         | Miho Takagi              | Marrit Leenstra      |
| Beijing 2022 detalls        | Ireen Wüst         | Miho Takagi              | Antoinette de Jong   |

#### 3.000 metres
| Edició                      | Or                       | Argent                 | Bronze                |
| Squaw Valley 1960 detalls   | Lidiya Skoblikova        | Valentina Stenina      | Eevi Huttunen         |
| Innsbruck 1964 detalls      | Lidiya Skoblikova        | Han Pil-Hwa            | no es concedí         |
| Innsbruck 1964 detalls      | Lidiya Skoblikova        | Valentina Stenina      | no es concedí         |
| Grenoble 1968 detalls       | Ans Schut                | Kaija Mustonen         | Stien Kaiser          |
| Sapporo 1972 detalls        | Stien Baas-Kaiser        | Dianne Holum           | Atje Keulen-Deelstra  |
| Innsbruck 1976 detalls      | Tatiana Avérina          | Andrea Mitscherlich    | Lisbeth Korsmo        |
| Lake Placid 1980 detalls    | Bjørg Eva Jensen         | Sabine Becker          | Beth Heiden           |
| Sarajevo 1984 detalls       | Andrea Schöne            | Karin Enke             | Gabi Schönbrunn       |
| Calgary 1988 detalls        | Yvonne van Gennip        | Andrea Ehrig           | Gabi Zange-Schönbrunn |
| Albertville 1992 detalls    | Gunda Niemann            | Heike Warnicke         | Emese Hunyady         |
| Lillehammer 1994 detalls    | Svetlana Bazhanova       | Emese Hunyady          | Claudia Pechstein     |
| Nagano 1998 detalls         | Gunda Niemann-Stirnemann | Claudia Pechstein      | Anni Friesinger       |
| Salt Lake City 2002 detalls | Claudia Pechstein        | Renate Groenewold      | Cindy Klassen         |
| Torí 2006 detalls           | Ireen Wüst               | Renate Groenewold      | Cindy Klassen         |
| Vancouver 2010 detalls      | Martina Sáblíková        | Stephanie Beckert      | Kristina Groves       |
| Sotxi 2014 detalls          | Ireen Wüst               | Martina Sáblíková      | Olga Graf             |
| PyeongChang 2018 detalls    | Carlijn Achtereekte      | Ireen Wüst             | Antoinette de Jong    |
| Beijing 2022 detalls        | Irene Schouten           | Francesca Lollobrigida | Isabelle Weidemann    |

#### 5.000 metres
| Edició                      | Or                | Argent                   | Bronze              |
| Calgary 1988 detalls        | Yvonne van Gennip | Andrea Ehrig             | Gabi Zange          |
| Albertville 1992 detalls    | Gunda Niemann     | Heike Warnicke           | Claudia Pechstein   |
| Lillehammer 1994 detalls    | Claudia Pechstein | Gunda Niemann            | Hiromi Yamamoto     |
| Nagano 1998 detalls         | Claudia Pechstein | Gunda Niemann-Stirnemann | Liudmila Prokasheva |
| Salt Lake City 2002 detalls | Claudia Pechstein | Gretha Smit              | Clara Hughes        |
| Torí 2006 detalls           | Clara Hughes      | Claudia Pechstein        | Cindy Klassen       |
| Vancouver 2010 detalls      | Martina Sáblíková | Stephanie Beckert        | Clara Hughes        |
| Sotxi 2014 detalls          | Martina Sáblíková | Ireen Wüst               | Carien Kleibeuker   |
| PyeongChang 2018 detalls    | Esmee Visser      | Martina Sáblíková        | Natalya Voronina    |
| Beijing 2022 detalls        | Irene Schouten    | Isabelle Weidemann       | Martina Sáblíková   |

#### Persecució per equips
| Edició                   | Or                                                                                                   | Argent                                                                                     | Bronze |
| Torí 2006 detalls        | AlemanyaDaniela Anschütz-Thoms · Anni Friesinger · Lucille Opitz · Claudia Pechstein · Sabine Völker | CanadàKristina Groves · Clara Hughes · Cindy Klassen · Christine Nesbitt · Shannon Rempel  | RússiaYekaterina Abramova · Varvara Barysheva · Galina Likhachova · Yekaterina Lobysheva · Svetlana Vysokova |
| Vancouver 2010 detalls   | AlemanyaDaniela Anschütz-Thoms · Stephanie Beckert · Anni Friesinger · Katrin Mattscherodt           | JapóMasako Hozumi · Nao Kodaira · Maki Tabata ·                                            | PolòniaKatarzyna Bachleda · Katarzyna Woźniak · Luiza Złotkowska ·                                           |
| Sotxi 2014 detalls       | Països BaixosLotte van Beek · Marrit Leenstra · Jorien ter Mors · Ireen Wüst                         | PolòniaKatarzyna Bachleda-Curuś · Natalia Czerwonka · Katarzyna Woźniak · Luiza Złotkowska | RússiaOlga Graf · Yekaterina Lobysheva · Yekaterina Shikhova · Yuliya Skokova                                |
| PyeongChang 2018 detalls | Japó Miho Takagi · Ayano Sato · Nana Takagi · Ayaka Kikuchi                                          | Països Baixos Marrit Leenstra · Ireen Wüst · Antoinette de Jong · Lotte van Beek           | Estats Units Heather Bergsma · Brittany Bowe · Mia Manganello · Carlijn Schoutens                            |
| Beijing 2022 detalls     | Canadà Ivanie Blondin · Valérie Maltais · Isabelle Weidemann                                         | Japó Ayano Sato · Miho Takagi · Nana Takagi                                                | Països Baixos Marijke Groenewoud · Ireen Wüst · Antoinette de Jong · Irene Schouten                          |

### Sortida en massa
| Edició                   | Or             | Argent         | Bronze                 |
| PyeongChang 2018 detalls | Nana Takagi    | Kim Bo-reum    | Irene Schouten         |
| Beijing 2022 detalls     | Irene Schouten | Ivanie Blondin | Francesca Lollobrigida |

### Programa eliminat

#### Combinada masculina
| Edició                | Or            | Argent       | Bronze          |
| Chamonix 1924 detalls | Clas Thunberg | Roald Larsen | Julius Skutnabb |